# Petäjäsaari (ö i Finland, Södra Savolax, Nyslott, lat 61,68, long 29,00)
Petäjäsaari är en ö i Finland. Den ligger i sjön Pihlajavesi och i kommunen Nyslott i  landskapet Södra Savolax, i den sydöstra delen av landet, 270 km nordost om huvudstaden Helsingfors. Öns area är 27,7 hektar och dess största längd är 1,1 kilometer i sydöst-nordvästlig riktning.